# صدف پرتغالی
صدف پرتغالی (نام علمی: Crassostrea angulata) نام یک گونه از تیره چروک‌صدفان است.